# Neandertálec
Neandertálec je pravěká forma člověka řazená buď do druhu Homo neanderthalensis, nebo poddruhu Homo sapiens neanderthalensis. Jeho ostatky byly vůbec prvními prozkoumanými fosíliemi pravěkého člověka se zveřejněnými výsledky.
První lebky neandertálců byly objeveny v belgické lokalitě Engis roku 1829 a ve Forbesově lomu v Gibraltaru roku 1848. Tyto nálezy však byly uloženy v muzeích, a proto je často za první lokalitu nálezu kosterních pozůstatků mylně považováno údolí Neandertal nedaleko Düsseldorfu, podle kterého byl odvozen i název této vývojové větve.
V údolí Neanderthal objevil při jedné ze svých procházek profesor Carl Fuhlrott roku 1856 dělníky vyhazující při práci v kamenolomu zbytky lidské kostry. Opatrně nález co nejvíce zkompletoval a prozkoumal. Jeho závěr byl pro tehdejší svět šokující a nepřijatelný. „Fosilní předvěký člověk neexistuje!“ prohlašovali Fuhlrottovi odpůrci a vědecké autority té doby. Až Darwinova teorie evoluční biologie roku 1859 a další nálezy daly nakonec za pravdu Fuhlrottovi.

## Původ
Dlouhodobým problémem bylo, kam neandertálce ve vývojovém stromu člověka řadit. V současnosti panuje přesvědčení, že jejich původ je úzce spjat s evolučním skokem v dějinách rodu Homo, ke kterému došlo zhruba před 800 000 lety v Africe. Po dlouhém období stagnace se náhle na africkém kontinentu vynořují progresivnější formy hominidů s vyšším objemem mozkovny a vyšší postavou než u jejich předchůdce Homo ergaster a příbuzného druhu Homo erectus. Jedna skupina těchto pokročilých pralidí už minimálně před 800 000 lety osídlila Evropu. Vědci jim přidělili název Homo antecessor (doslova „člověk-průkopník“). Před cca 600 000 lety se Homo antecessor vyvinul v nový druh, „člověka z Heidelbergu“ (Homo heidelbergensis), jenž je považován za předka pozdějších neandertálců (v Evropě jako protoneandrtálec) i Homo sapiens (v Africe). Potvrzují to i výzkumy neandertálské DNA extrahované z koster, které indikují, že poslední společný předek neandertálců a moderních lidí žil před 700 000 lety a k definitivnímu rozštěpení obou druhů došlo zhruba před 370 000 lety. (Mohlo to ale být už před 800 000 lety.) Do té doby také spadá doložené využívání ohně neandrtálci. Homo heidelbergensis byl v Evropě záhy konfrontován s prudkými klimatickými výkyvy charakterizujícími nástup dob ledových. Stáří společného ženského předka všech neandertálců (asi 250 000 let) odpovídá vrcholu tzv. mindelského (elsterského) glaciálu, kdy se v Evropě objevují první hominidé se zárodečnými neandertálskými rysy. Ve své typické podobě se neandertálci vynořují na konci dalšího (risského/saalského) glaciálu před 130 000 lety.

## Rozšíření

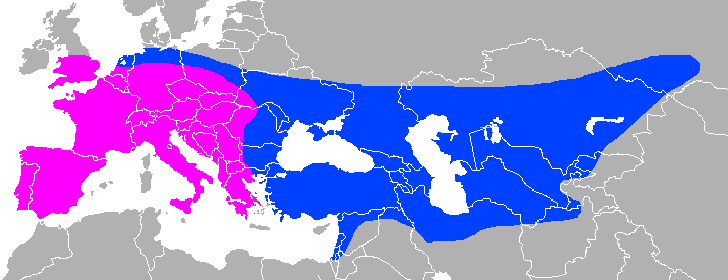
Rozšíření neandertálců (rané formy růžově, pozdní formy modře)

Za nejvýchodněji položené naleziště neandertálců byla dosud považována jeskyně Tešik-Taš v Uzbekistánu, kde byly ve 30. letech 20. století objeveny pozůstatky neandertálského dítěte staré asi 70 000 let. Analýza DNA z přibližně 30–38 000 let staré kostry v Okladnikově jeskyni v Altajském pohoří však ukázala, že nenáleží moderním lidem, nýbrž neandertálcům. Do tohoto obrázku zapadá nález archeologické lokality s rysy mousterienu na horním toku Jeniseje, která byla datovaná na stáří 125 000 let. Znamená to, že neandertálci obývali i region jižní Sibiře a teoreticky není vyloučeno, že se mohli dostat až na Dálný Východ. Před cca 70 000 lety, kdy došlo k dramatickému ochlazení, okupují i Přední Východ, který v průběhu předchozího teplého interglaciálu drželi v rukou první sapientní migranti z Afriky.
Na českém území dokládá přítomnost neandrtálců zejména archeologický objev z jeskyně Šipka v severomoravském Štramberku – tzv. Šipecká čelist.

## Kultura

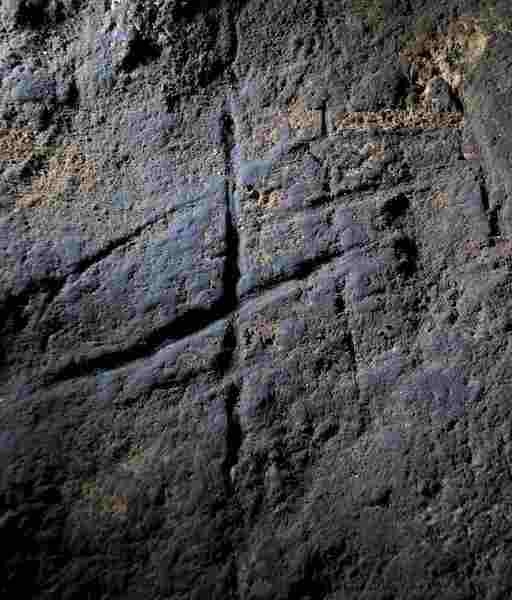
Rytina připisovaná neandrtálci v jeskyni Gorham (Gibraltar)

Charakteristickým rysem provázejícím neandertálce je „mousterská kultura“ (mousterien). Ta se vyznačuje tzv. levalloiskou technikou výroby nástrojů, jež se v Evropě objevuje před zhruba 250 tisíci lety a dokázala už sofistikovaně opracovávat i drobné úštěpy od kamenného jádra, které byly v předešlém období pouze výrobním odpadem. Neandertálci totiž byli podobně zruční jako moderní lidé té doby. Neandertálci používali pěstní klíny a další druhy kamenné industrie (škrabadla, nožíky, rydla), dále pak dřevěné a kostěné nástroje. Typickými zbraněmi (které nebyly primitivnější než u Homo sapiens) neandertálců byly oštěpy/kopí s kamennými hroty, primitivní sekery a palice. Vyráběli vlastní smolné lepidlo, aby hroty připevnili. Proces mohl být ale relativně jednoduchý. K výrobě nástrojů používali i oheň. Vytvářeli si i provázky. Na území Česka je moustérien reprezentován svou regionální variantou nazývanou micoquien, jehož nejvýznamnější nálezy pocházejí z jeskyně Kůlna v Moravském krasu. Na konci středního paleolitu se v souvislosti s neandertálci setkáváme i s prvními pohřby, z nichž nejvíce proslul ten údajně „květinový“ z iráckého Šanídáru, který obsahoval kostru člověka stiženého mnoha zraněními a dokonce s amputovanou rukou. Dětské hroby byly vyzdobenější, což svědčí o silných citových vazbách. Ovšem tyto interpretace nejsou jednoznačně přijímány. U neandertálce lze ovšem také doložit kanibalismus.
Umělecké sklony lze doložit již před 130 tisíci lety. Před 176 tisíci lety pravděpodobně opracovávali i stalagmity. Později lze doložit i jeskynní malířství.
João Zilhão, profesor na Univerzitě v Lisabonu, řekl, že věří, že neandrtálci mají schopnost používat symboly a myslet abstraktně, na základě jeskyní ve Španělsku.
Neandertálci používali při komunikaci jazyk, jehož podoba je ale nedoložena. Pro existenci řeči svědčí několik nepřímých důkazů včetně života v komplexních sociálních skupinách a používání rozvinutých loveckých technik. Nalezena byla také podobná jazylka, která souvisí se schopností mluvit. Extrakcí DNA ze vzorku kostí byla potvrzena přítomnost genu FOXP2 , který je nezbytný pro správný vývoj řeči u lidí (tento gen se vyskytuje u mnoha obratlovců, kde hraje důležitou roli ve verbálním projevu jako je zpěv u ptáků nebo echolokace u netopýrů). Inteligence neandrtálců byla stejná jako u tehdejších lidí moderního typu.

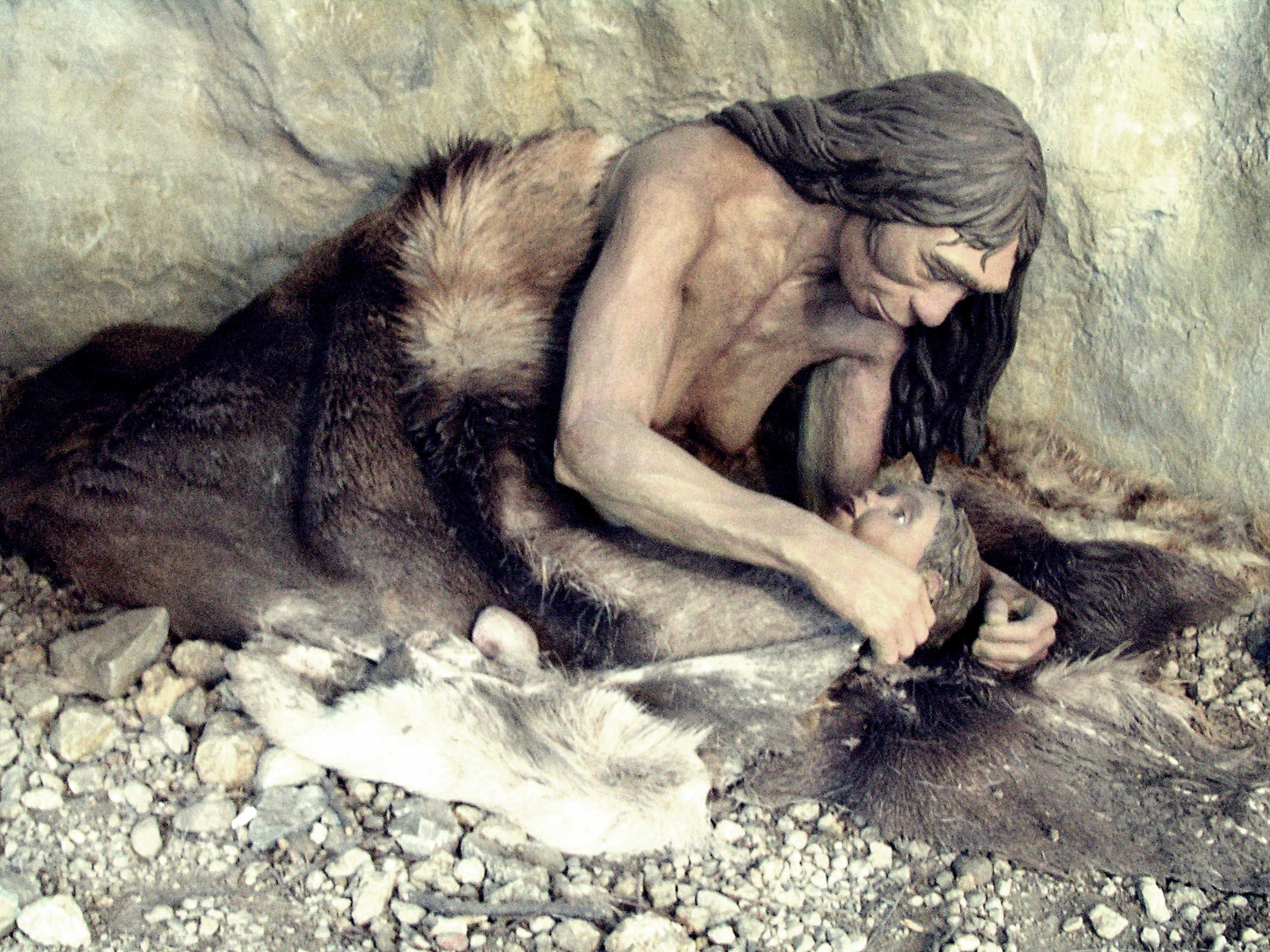
Neandrtálská matka

K bydlení neandrtálci využívali jeskyně nebo si stavěli jednoduché přístřešky především z mamutích kostí a klů, případně ze dřeva. Jejich styl života nebyl tolik založen na migraci jako u kromaňonců. Nalezená skupina stop ukazuje, že se jednalo o skupinu více než 10 jedinců s menším zastoupením dospělých.
Porod neandertálců byl komplikovaný stejně jako u dnešního člověka, a proto rodičkám musel někdo pomáhat („porodní bába“). Děti měly starší matky a mladší otce oproti lidem. Odhaduje se, že kojenecká úmrtnost neandrtálců v severní Eurasii byla kolem 43 %.
Některé nálezy napovídají, že neandertálci si čistili zuby. Ale tyčky na čištění zubů používají lidé (jejich předci) už pravděpodobně přes milión let.
Některé objevy na sídlištích neandrtálců dokládají, že využívali mnohé přírodniny jako ozdoby, talismany a amulety. Mezi časté objekty tohoto druhu v době před 120 až 40 tisíci lety patří například peří, zuby šelem nebo spáry dravců.
Neandrtálci trpěli vysokou mírou traumatických poranění. Přibližně 79–94 % jedinců vykazovalo známky zhojeného velkého zranění, z nichž bylo 37–52 % zraněno vážně a 13–19 % zraněno před dosažením dospělosti. Paleoantropolog Erik Trinkaus odhadl, že asi 80 % neandrtálců starších než 20 let podlehlo svým zraněním a zemřelo před dosažením 40 let, což ho přivedlo k domněnce, že neandertálci používali riskantní loveckou strategii (hypotéza „rodeo jezdce“). Stejně jako neandrtálci, také moderní lidé z mladého paleolitu se málokdy dožívali déle než 40 let.
Studie z roku 2016 zaměřená na 124 neandrtálských jedinců zjistila, že vysoká míra zranění byla způsobena útoky zvířat. Severní Eurasii obývala obří zvířata, takzvaná pleistocenní megafauna. Ve 36 % případů se jednalo o útok medvěda jeskynního, v 21 % šlo o útok lva jeskynního a dalších velkých koček, a v 17 % šlo o útok vlků. Tak velká míra střetů se šelmami pravděpodobně pramenila z konfrontací kvůli konkurenci o potravu a prostor jeskyní i z toho, že neandertálci tyto masožravce lovili.

## Fyzický vzhled

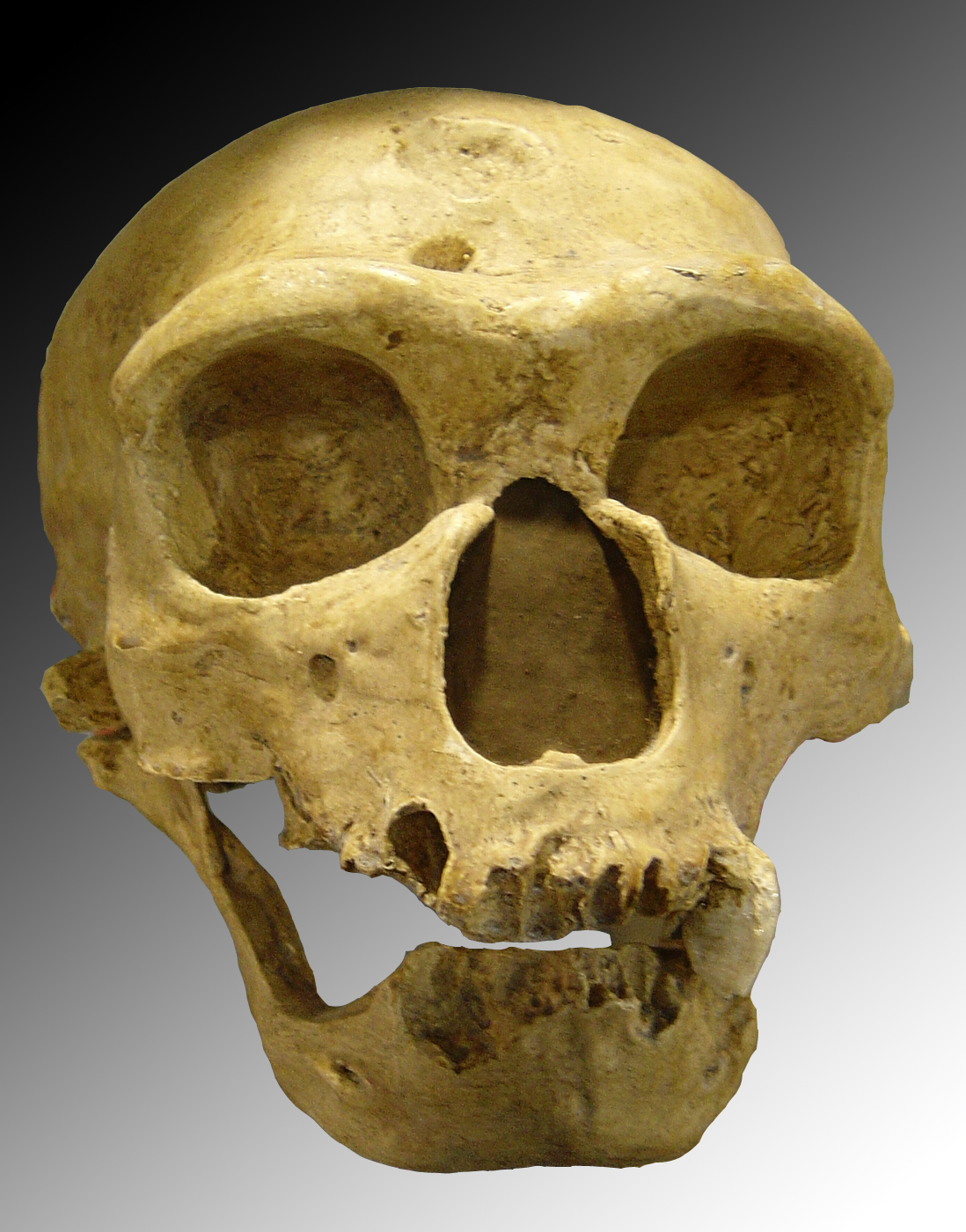
Lebka neandertálce má výrazné nadočnicové oblouky a nízké čelo

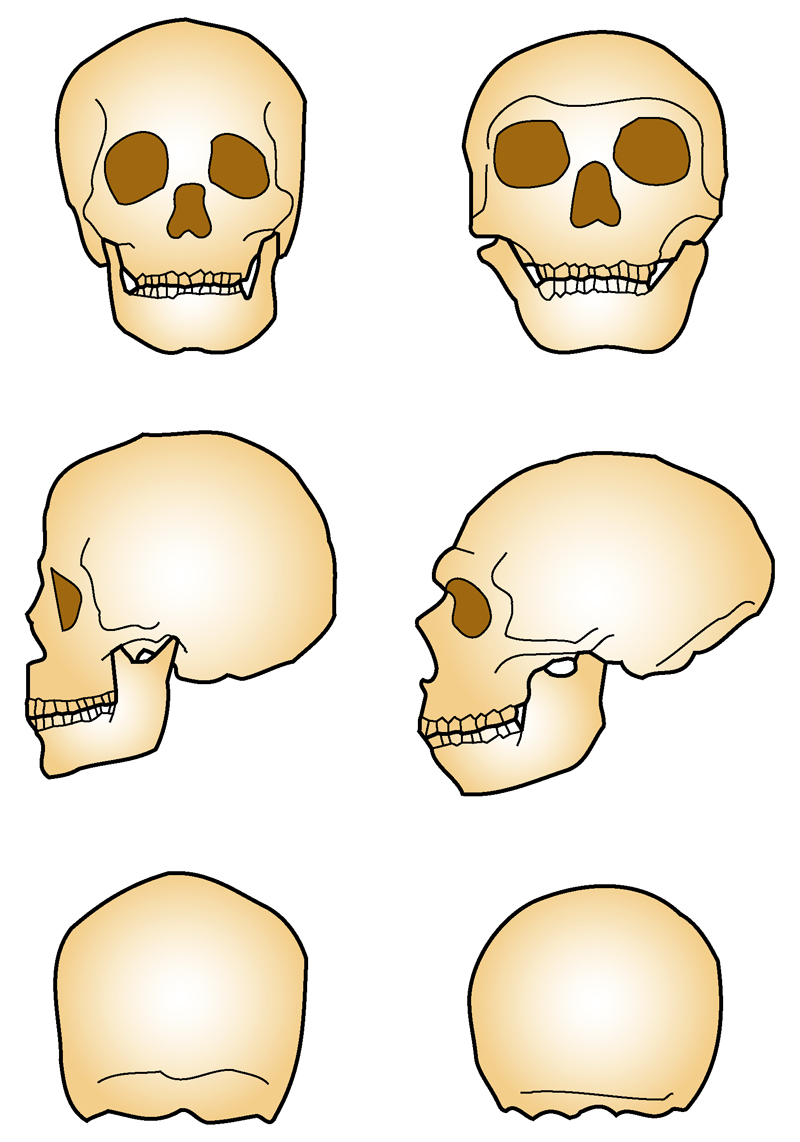
Srovnání lebky člověka dnešního typu a neandertálce

Původní lidské populace, obývající tropickou Afriku, se vyznačovaly štíhlou lineární konstitucí a relativně dlouhými končetinami s dlouhými distálními segmenty (předloktí, lýtka). Tato tělesná stavba relativně zvětšovala povrch těla v poměru k tělesné hmotnosti a tak umožňovala rychleji se zbavovat přebytečného tepla a vyhnout se riziku přehřátí (tzv. Allenovo ekologické pravidlo). V extrémní podobě se s ní dnes setkáváme u obyvatel afrických savan a u australských domorodců. Předkové neandertálců se však museli vyrovnat s diametrálně odlišným klimatem, které naopak vyžadovalo maximální udržení tělesného tepla a tudíž i relativní zmenšení tělesného povrchu. To vedlo k evoluční selekci podsaditých tělesných typů s krátkými končetinami a zejména s velmi krátkými distálními segmenty (předloktí, lýtka – tzv. Bergmannovo pravidlo). Po překonání dvou krutých dob ledových se neandertálci vynořují jako značně muskulární hominidi s mohutným trupem a robustními kostmi, které musely vydržet riskantní lovecký styl, při němž docházelo často k přímému kontaktu s tehdejší evropskou megafaunou.[zdroj?] Jejich postava však byla vzpřímená podobně jako u člověka moderního typu. Odhad výšky dosud nalezených dospělých neandrtálců se pohybuje od 148 do 177 cm, muži měřili obvykle okolo 166 cm a ženy cca 154 cm. Průměrná hmotnost byla odhadnuta na asi 66 kg u žen a 78 kg u mužů. Byli tedy v průměru o něco menší a robustnější než tehdejší běžní jedinci Homo sapiens.

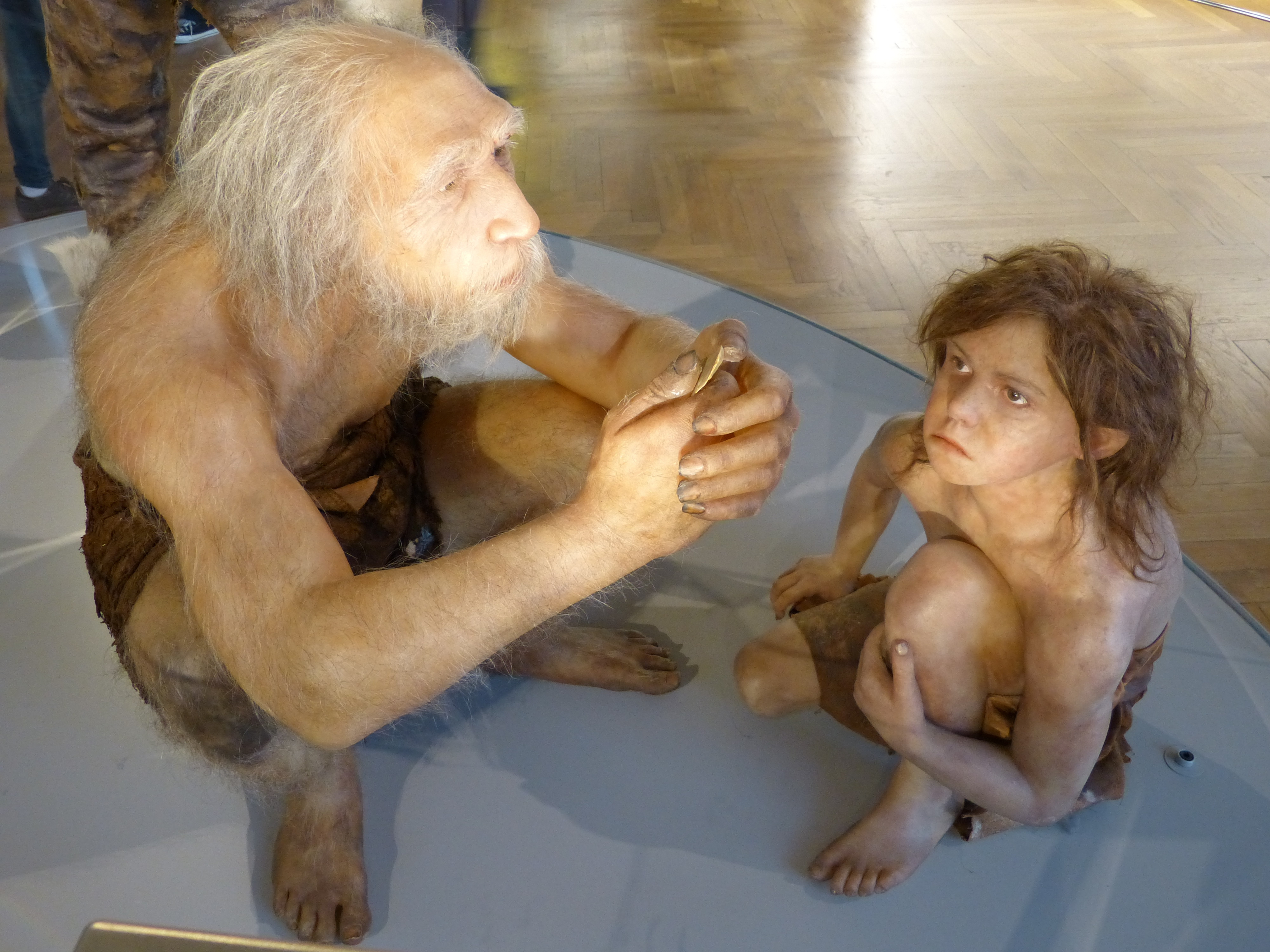
Starší neandrtálský muž s dítětem

Současného člověka by na neandertálcích asi nejvíce upoutal výrazný pronikavý nos, nízké, téměř ploché čelo s nadočnicovými oblouky, dlouhá, plochá lebka a neexistence brady. Rozhodně nebyli hloupí; objem jejich mozkovny se v průměru pohyboval na nejhořejší úrovni rozpětí u současných lidských populací (téměř 1500 cm3). Podle studia neandertálské DNA měli tito hominidi světlou pleť a měli se mezi nimi vyskytovat i jedinci s ryšavými vlasy. Novější studie to však spíš popírá. Výzkum fosilních hrudních košů neandrtálců ukázal, že mohutný hrudník (a to i proporcionálně), měly již malé neandrtálské děti. Rozdíly ve tvaru lebky od moderního člověka korelují s polohou „neandrtálskosti“ odvozenou z DNA testů moderních lidí podle jejich podílu neandrtálské DNA.

## Ekologie
Potrava neandertálců obsahovala hlavně maso velkých zvířat (velcí býložravci), ale také mořské živočichy jako jsou měkkýši, tuleni, delfíni, ryby, mořští ptáci a želvy. Nejnovější studie naznačují, že jídelníček si obohacovali vařenou rostlinnou stravou. Rostlinná strava místy tvořila podstatnou část jídelníčku. Objevuje se také kanibalismus.

## Vymření neandertálců
Ve střední a středozápadní Evropě mizí neandertálci poměrně záhy po nástupu klasického aurignacienu před 36 500 lety. Poslední stopy mousteriénu a neandertálských koster nacházíme porůznu ve Španělsku a ve východní Evropě (Vindija v Donja Voća) před 28 000–30 000 lety (ale spíše před 32 až 34 tisíci lety). Vůbec poslední neandertálci přežívali v jeskynním systému kolem Gibraltaru (Gorhamova jeskyně) možná ještě před 24 000 lety (v poslední době je však toto datování zpochybňováno, neboť důkazy jsou pouze nepřímé, a uvádí se doba přibližně před 40 000 lety). Tou dobou se zvyšovala populace Homo sapiens a pouhé mísení tedy mohlo vést k potlačení neandrtálských znaků. Podle genetického výzkumu je asimilace pravděpodobná. Člověk mohl také získat převahu spoluprací při lovu s vlky, respektive z nich domestikovanými psy (jedná se nicméně o kontroverzní myšlenku, která posouvá vznik domestikace o mnoho tisíc let zpět, než je všeobecně uznáváno). Schopnost domestikace, která mohla rozšířit populaci Homo sapiens, je také patrná na samotném člověku, ale nikoli na neandrtálcích. Další teorií je, že k vymření neandrtálce mohly napomoci nemoci, na které byl člověk moderního typu adaptován a přinesl je do Evropy. Ten byl v dané době na populačním vrcholu. Další možností je genetická výhoda člověka vůči produktům spalování. K vymření však nemusel být žádný zásadní důvod a mohlo jít jen o statistickou nevyhnutelnost danou malou ale neustávající migrací moderního člověka do Evropy. Mísení a demografické rozdíly mohly být dostatečným důvodem vymření. Četnost zranění neandrtálců byla podobná té u moderních lidí. Výzkum z roku 2018 opět vyzdvihuje přispění klimatických změn (silného ochlazení a sucha) pro celkové oslabení populací a nakonec i vyhynutí neandrtálců. Teorie by ale měla vysvětlovat, že v podobnou dobu vymřeli i denisované a Homo floresiensis, který žil ve stabilnějším rovníkovém klimatu. Mnohaoborový výzkum z roku 2020 ukázal, že klima za vymřením neandrtálců nestálo. Zcela jistě ne v západním Středomoří, kde v době vymření nedošlo ke klimatickým změnám. Další z teorií, jež by mohly vysvětlit vymření neandrtálců, počítá s vlivem tzv. Laschampské události.

### Mísení s moderními lidmi
Podle antropologů je taková možnost velmi pravděpodobná, protože na kostrách nejstarších evropských sapientů nacházíme ve zvýšené míře určité typické neandertálské nebo jiné archaické znaky, které už u tehdejších afrických Homo sapiens vymizely. Známý je také příklad 24 500 let starého „hybridního“ dítěte z portugalského Abrigo de Lagar Velho, jehož kostra vykazuje sapientní i neandertálské rysy. To by naznačovalo, že moderní lidé museli při svém putování do Evropy či přímo v Evropě absorbovat určitou příměs lokálních hominidů. Ovšem k mísení prokazatelně docházelo již před 100 000 lety. Velmi zajímavé výsledky přinesla vědecká studie publikovaná v květnu roku 2010. Podle ní obsahuje DNA moderního člověka zřetelné stopy (cca 2 % v jednom člověku, ale nejméně 20 % genomu neandrtálce přežívá v celé populaci lidstva) neandrtálského genomu (DNA shodná se současným člověkem na 99,7 %). To se týká původem evropské a asijské populace, nikoli však negroidů. To jen potvrzuje teorii, že moderní lidé (Homo sapiens sapiens) pocházeli z Afriky, přičemž neandrtálci se ve své klasické podobě vyvinuli v Evropě a na Blízkém východě. Nicméně pozůstatky neandrtálské DNA lze nalézt i u lovců a sběračů v Africe. Působila zde i zpětná migrace do Afriky. Tyto dvě skupiny lidí se definitivně rozešly zhruba před 400 000 lety, nicméně později se opět smísily (technicky jde tedy podle nejčastější definice druhu o tentýž druh, a tedy o „geografickou rasu“), neboť moderní lidé migrovali do Evropy a do Asie a minimálně 10 000 let s neandrtálci koexistovali. Zajímavé je, že Ötzi (z doby před 5300 lety) obsahuje neandertálského genomu téměř 5 %. Fosilní DNA stará zhruba 40 000 let a nalezená v Peștera cu Oase dosahuje až 9 % neandrtálského genomu, přičemž dvanáctý chromozom obsahuje 50 %. Všichni současní lidé mají jen 1,5 % společné unikátní DNA a v současném člověku z celého světa lze najít 7 % DNA, která nepatřila neandrtálcům či denisovanům. Podle mtDNA je rozdíl člověka a neandertálce ve 202 bázích ze zhruba 16 500 mitochondriální DNA (denisované v 385 a šimpanzi v 1462). Pro oblast HVR1 jsou dokonce rozdíly mezi některými lidmi větší než mezi některým člověkem a jemu nejbližším neandertálcem.